# Kerivoula lanosa
Kerivoula lanosa — вид рукокрилих родини Лиликові (Vespertilionidae).

## Поширення
Країни поширення: Ботсвана, Центрально-Африканська Республіка, Демократична Республіка Конго, Кот-д'Івуар, Ефіопія, Габон, Гана, Гвінея, Кенія, Ліберія, Малаві, Нігерія, Південна Африка, Танзанія, Замбія, Зімбабве. Широко поширений на південь від Сахари. Мешкає у різних місцях проживання, від низинних вологих тропічних лісів, сухих лісів до сухих і вологих саван. Тварини часто зустрічаються спочиваючими в кинутих гніздах птахів. 

## Загрози та охорона
Здається, немає серйозних загроз для цього виду. Поки не відомо, чи вид присутній в будь-якій з природоохоронних територій. 